# Югай, Герман
Герман Югай, корейское имя — Ю Вын Сик (19 февраля 1920 года, деревня Тяпигоу, Борисовская волость, Никольск-Уссурийский уезд, Приморская область — 19 декабря 1979 года, Ташкентская область) — звеньевой колхоза имени Сталина Вазирского сельсовета Гурленского района Хорезмской области, Узбекская ССР. Герой Социалистического Труда (1950).

## Биография
Родился в 1920 году (по другим сведениям — в 1922 году) в крестьянской семье в селе Тяпигоу Никольск-Уссурийского уезда. В 1937 году вместе с родителями депортирован на спецпоселение в Хорезмскую область Узбекской ССР. В 1943 году окончил десять классов школы имени Андреева в Гурленском районе.
Трудился рядовым колхозником, звеньевым рисоводческого звена, заведующим животноводческой фермой, заместителем председателя по животноводству в колхозе имени Сталина (с 1960-х годов — колхоза «Коммунизм») Гурленского района.
В 1949 году звено под руководством Германа Югая собрало в среднем с каждого гектара по 80 центнеров риса на участке площадью 5 гектаров. Указом Президиума Верховного Совета СССР от 13 июня 1950 года удостоен звания Героя Социалистического Труда «за получение высоких урожаев риса на поливных землях при выполнении колхозом обязательных поставок и контрактации по всем видам сельскохозяйственной продукции, натуроплаты за работу МТС в 1949 году и обеспеченности семенами всех культур в размере полной потребности для весеннего сева 1950 года» с вручением ордена Ленина и золотой медали «Серп и Молот».
В 1957 году окончил Ташкентский сельскохозяйственный институт. До 1966 года трудился агрономом в колхозе имени Сталина Гурленского района. С 1967 года — агроном-энтомолог Гурленского сельхозуправления, с 1971 по 1975 года — бригадир хлопководческой бригады, начальник хлопководческого участка «Ахунбабай» колхоза «Коммунизм» Гурленского района.
Персональный пенсионер союзного значения. Скончался в декабре 1979 года. Похоронен на кладбище бывшего колхоза «Коммунизм» Гурленского района.
Награды
- Герой Социалистического Труда
- Орден Ленина
- Медаль «За доблестный труд в Великой Отечественной войне 1941—1945 гг.»
- Медаль «За трудовое отличие» (1972)